# Роузланд (Њу Џерзи)
Роузланд (енгл. Roseland) град је у америчкој савезној држави Њу Џерзи.

## Демографија
По попису из 2010. године број становника је 5.819, што је 521 (9,8%) становника више него 2000. године.
| Група             | 2000.         | 2010.         |
| Белци             | 4.847 (91,5%) | 5.068 (87,1%) |
| Афроамериканци    | 38 (0,7%)     | 106 (1,8%)    |
| Азијати           | 250 (4,7%)    | 337 (5,8%)    |
| Хиспаноамериканци | 121 (2,3%)    | 262 (4,5%)    |
| Укупно            | 5.298         | 5.819         |